# Pippa Wilson
Pippa Wilson, född den 7 februari 1986 i Southampton i Storbritannien, är en brittisk seglare.
Hon tog OS-guld i yngling i samband med de olympiska seglingstävlingarna 2008 i Qingdao i Kina.